# Eric Cullhed
Eric Cullhed, född 1985, är en svensk språkvetare inom grekiska. Han är filosofie doktor och docent, professor i grekiska vid Uppsala universitet. Han disputerade 2014 vid Uppsala universitet på en avhandling om Eusthatios av Thessalonike kommentar om Odysséen och blev docent vid samma universitet 2018. 2024 utnämndes Eric Cullhed till professor vid Uppsala universitet.

## Översättningar
- Marcus Tullius Cicero (2017). När allt gick under: brev från den romerska republikens sista år. Stockholm: Natur och Kultur. ISBN 9789127147010
- Dante Alighieri (2012). Om vältalighet på folkspråket = De vulgari eloquentia. Stockholm: Italienska kulturinstitutet. ISBN 9789197902885